# バーモント州の都市圏の一覧

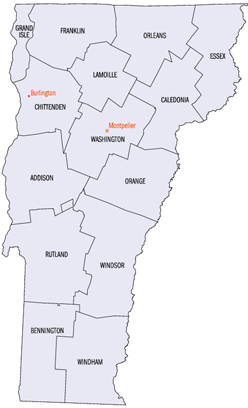
バーモント州の14郡を示す地図

本項目はバーモント州の都市圏の一覧（バーモントしゅうのとしけんのいちらん）である。
アメリカ合衆国国勢調査局は、バーモント州に合同統計地域（CSA/広域都市圏）2ヶ所、大都市統計地域（MSA/都市圏）1ヶ所、および小都市統計地域（μSA/小都市圏）5ヶ所を定義している。下表には、左列より以下の情報を示す。
- 合同統計地域（定義されている場合）の名称
- 合同統計地域の人口
- コアベース統計地域（大都市統計地域および小都市統計地域）の名称
- コアベース統計地域の人口
- 各統計地域に含まれる郡の名称
- 各統計地域に含まれる郡の人口

なお、下表においては、バーモント州と他州にまたがる合同統計地域およびコアベース統計地域については、名称と統計地域の総人口を青緑色で、バーモント州内の人口を黒色でそれぞれ示す。また、他州の郡については、その名称と人口を緑色でそれぞれ示す。
下表における人口の数値はすべて2020年に行われた国勢調査時のものである。また、合同統計地域、コアベース統計地域（大都市統計地域・小都市統計地域）のいずれも、2020年3月6日時点での定義に従う。
| 合同統計地域                                     | 人口           | コアベース統計地域                     | 人口           | 郡                               | 人口    |
| ------------------------------------------------ | -------------- | -------------------------------------- | -------------- | -------------------------------- | ------- |
| バーリントン・サウスバーリントン・バリ広域都市圏 | 285,369        | バーリントン・サウスバーリントン都市圏 | 225,562        | チッテンデン郡                   | 168,323 |
| バーリントン・サウスバーリントン・バリ広域都市圏 | 285,369        | バーリントン・サウスバーリントン都市圏 | 225,562        | フランクリン郡                   | 49,946  |
| バーリントン・サウスバーリントン・バリ広域都市圏 | 285,369        | バーリントン・サウスバーリントン都市圏 | 225,562        | グランドアイル郡                 | 7,293   |
| バーリントン・サウスバーリントン・バリ広域都市圏 | 285,369        | バリ小都市圏                           | 59,807         | ワシントン郡                     | 59,807  |
|                                                  |                | レバノン・クレアモント小都市圏         | 221,211 87,030 | ニューハンプシャー州グラフトン郡 | 91,118  |
| ウィンザー郡                                     | 57,753         | レバノン・クレアモント小都市圏         | 221,211 87,030 |                                  |         |
| ニューハンプシャー州サリバン郡                   | 43,063         | レバノン・クレアモント小都市圏         | 221,211 87,030 |                                  |         |
| オレンジ郡                                       | 29,277         | レバノン・クレアモント小都市圏         | 221,211 87,030 |                                  |         |
|                                                  |                | ラトランド小都市圏                     | 60,572         | ラトランド郡                     | 60,572  |
| キーン・ブラトルボロ広域都市圏                   | 122,363 45,905 | キーン小都市圏                         | 76,458         | ニューハンプシャー州チェシャー郡 | 76,458  |
| キーン・ブラトルボロ広域都市圏                   | 122,363 45,905 | ブラトルボロ小都市圏                   | 45,905         | ウィンダム郡                     | 45,905  |
|                                                  |                | ベニントン小都市圏                     | 37,347         | ベニントン郡                     | 37,347  |
| （設定無し）                                     | （設定無し）   | （設定無し）                           | （設定無し）   | アディソン郡                     | 37,363  |
| （設定無し）                                     | （設定無し）   | （設定無し）                           | （設定無し）   | カレドニア郡                     | 30,233  |
| （設定無し）                                     | （設定無し）   | （設定無し）                           | （設定無し）   | オーリンズ郡                     | 27,393  |
| （設定無し）                                     | （設定無し）   | （設定無し）                           | （設定無し）   | ラモイル郡                       | 25,945  |
| （設定無し）                                     | （設定無し）   | （設定無し）                           | （設定無し）   | エセックス郡                     | 5,920   |

## 註
1. ↑  QuickFacts. U.S. Census Bureau. 2020年.
2. ↑  OMB Bulletin No. 20-01, Revised Delineations of Metropolitan Statistical Areas, Micropolitan Statistical Areas, and Combined Statistical Areas, and Guidance on Uses of Delineations of These Areas. Office of Management and Budget. 2020年3月6日.